# Nacionalno prvenstvo ZDA 1963
Nacionalno prvenstvo ZDA 1963 v tenisu.

## Moški posamično
Rafael Osuna :  Frank Froehling  7-5 6-4 6-2

## Ženske posamično
Maria Bueno :  Margaret Smith Court  7-5, 6-4

## Moške dvojice
Chuck McKinley /  Dennis Ralston :  Rafael Osuna /  Antonio Palafox 9–7, 4–6, 5–7, 6–3, 11–9

## Ženske dvojice
Robyn Ebbern /  Margaret Smith Court :  Darlene Hard /  Maria Bueno, 4–6, 10–8, 6–3

## Mešane dvojice
Margaret Smith Court /  Ken Fletcher :  Judy Tegart /  Ed Rubinoff 3–6, 8–6, 6–2